# James Egan Moulton
James Egan Moulton (Northumberland, 4 de enero de 1841 - Lindfield, 9 de mayo de 1909) fue un ministro metodista australiano nacido en Inglaterra. 

## Primeros años
Moulton nació en North Shields, Northumberland. Muchos miembros de su familia eran ministros metodistas y él asistió a la escuela Wesleyana Kingswood en Bath. En 1863 fue el director fundador del Newington College mientras esperaba un puesto en Tonga. Antes de irse, se casó con Emma Knight y tuvieron tres hijos y tres hijas juntas.

## Ministerios

### En Tonga
En Tonga presidió la iglesia metodista y estableció el Tupou College, patrocinado por el rey Jorge Tupou I. Durante su tiempo en Tonga, se formó un cisma dentro de la iglesia que condujo a la creación de la Iglesia Libre de Tonga. A lo largo de la disputa, Moulton logró mantenerse en buenos términos con el nuevo movimiento. Tradujo varios textos al tongano, incluido "El Paraíso Perdido" de Milton.

### En Australia
Moulton regresó a Sídney en 1893 y asumió la presidencia del Newington College. En 1895, Moulton fue el presidente inaugural de la Old Newingtonians 'Union. Durante este tiempo, completó la traducción de la Biblia al tongano, que todavía se usa en la actualidad en Tonga. Murió, a los sesenta y ocho años, en Lindfield y está enterrado en el cementerio de Gore Hill. 